# Cantón de Péronnas
El cantón de Péronnas (en francés canton de Péronnas) era una división administrativa francesa del departamento de Ain, en la región de Ródano-Alpes.

## Composición
El cantón estaba formado por ocho comunas:
- Lent
- Montagnat
- Montracol
- Péronnas
- Saint-André-sur-Vieux-Jonc
- Saint-Just
- Saint-Rémy
- Servas

## Supresión del cantón
En aplicación del decreto núm. 2014-147 del 13 de febrero de 2014, el cantón de Péronnas fue suprimido el 1 de abril de 2015 y sus 8 comunas pasaron a formar parte, cinco del Ceyzériat, dos del Bourg-en-Bresse-2 y una del cantón de Attignat.